# آی‌فیکسیت
آی‌فیکسیت (انگلیسی: IFixit) شرکت ابزارسازی آمریکایی است، که در سال ۲۰۰۳ تأسیس شد.